# عباس بابویهی
عباس بابویهی (متولد ۱۳۳۱، تهران) کارگردان و تهیه‌کننده اهل ایران است.

## زندگی‌نامه
وی فعالیت هنری خود را از سال ۱۳۴۷ به عنوان خبرنگار هنری آغاز کرد. از سال ۱۳۵۳ ذر دوبله فعالیت داشته و فارغ‌التحصیل رشتهٔ کارگردانی از دانشکدهٔ هنرهای دراماتیک می‌باشد. در وزارت فرهنگ و هنر فیلم «تدریس زبان فارسی برای بیگانگان» را به صورت زنده و پویانمایی ساخت و در تلویزیون به عنوان کارگردان، محقق و مشاور تهیه با مجموعه‌های مستند سینمایی از جمله «تصویر درشت»، «سرخپوست‌ها و سیاهپوست‌ها» و «فانوس پندار» همکاری داشته‌است. مدتی نیز در مرکز اسلامی آموزش فیلمسازی مسئول تولید بوده‌است. در سینمای حرفه‌ای دستیار کارگردان چند فیلم از جمله «بازجویی یک جنایت» (۱۳۶۲) و «مدار بسته» (۱۳۶۴) بوده‌است.
بابویهی فعالیت سینمایی را با دستیاری کارگردان فیلم «جاده» به کارگردانی محمدعلی سجادی تجربه کرد. از فعالیت‌های جنبی وی می‌توان به مشاور اجرایی مدیران چند واحد صدا و سیما (مانند آرشیو، سپاه، دوبلاژ)، طراح و مجری برگزاری دوره پذیرش و آموزش گویندگان حرفه‌ای فیلم در صدا و سیما، مشاور معاونت پشتیبانی صدا و سیما، عضویت در شورای فیلمخانه ملی ایران، ریاست تولید و آموزش و مشاور آموزشی و فنی مرکز اسلامی آموزش فیلمسازی، برنامه‌ریزی آموزشی و تولید و تدوین آئین‌نامه‌ها، مشاور رئیس مرکز موسیقی و نماینده رئیس مرکز در شورای موسیقی کشور، مسئولیت جانشینی رئیس مرکز ایرانیان خارج از کشور اشاره کرد. وی همچنین مسئول بخش مسابقه اولین جشنواره جمهوری اسلامی (میلاد)، کارشناس قضایی فیلم و سینما و تلویزیون و عکس، عضو و مشاوره کمیسیون تعیین سیاست‌های راهبردی مبارزه با مواد مخدر، مدرس دانشگاه و مشاور اجرایی اتحادیه تهیه‌کنندگان و توزیع فیلم ایران، عضو و دبیر هیئت سامان دهی صنوف سینمایی، داور جشنواره فیلم‌های دفاع مقدس، کارگردان بازنشسته معاونت سینمایی وزارت فرهنگ و ارشاد اسلامی و… بوده‌است.

## فیلمشناسی
- دشمن (۱۳۷۴ کارگردان و نویسنده با همکاری مجید فرازمند و تهیه‌کننده با مشارکت محید فرازمند و مدیر روابط عمومی و تبلیغات)
- مجموعه تلویزیونی «سیمای مدرسه» (۱۳۷۱ کارگردان چند قسمت)